# 고성중학교 (경남)
고성중학교(固城中學校)는 대한민국 경상남도 고성군 고성읍 교사리에 있는 공립 중학교이다.

## 학교 연혁
- 1951년 8월 31일 : 고성중학교 설립(12학급 인가)
- 1984년 12월 26일 : 본관 24.5실 완공
- 1995년 3월 20일 : 체육관(강당) 준공
- 1999년 9월 1일 : 삼산중학교분교 본교로 편입
- 2016년 9월 5일 : 급식소 증축
- 2017년 3월 1일 : 학칙 개정(9학급 인가)
- 2022년 3월 1일 : 제28대 최명상 교장 부임
- 2023년 2월 8일 : 제73회 졸업식(졸업생 78명, 누계 12,868명)
- 2023년 3월 2일 : 신입생 입학(93명)

## 참고 자료
- 고성중학교 - 한국교육학술정보원 학교알리미